# Екатерининский придел Петропавловского собора
Придел Святой Великомученицы Екатерины (Екатерининский придел) — православный придел в юго-западной части Петропавловского собора. Оформился в середине XVIII века. Место захоронения царицы Марфы Матвеевны и семьи императора Николая II.

## История
Придел Святой Великомученицы Екатерины был устроен в Петропавловском соборе в конце XVIII века. Во время восстановления собора после пожара 1756 года внутри церковного зала была возведена дополнительная стена, отделявшая небольшое пространство в его западной части. В результате этого справа и слева от главного входа образовались два новых помещения. В правом установили иконостас, престол и 24 ноября 1779 года освятили алтарь, в честь святой покровительницы императрицы Екатерины II. После этого основное помещение собора часто именовали «Главным храмом», а Екатерининский придел — «Малым храмом». Придел представляет собой вытянутое с запада на восток помещение длиной 8.115, шириной 6,30 метра (общая площадь равняется приблизительно 57,37 м²) с одним окном и двумя дверями, выходящими непосредственно в собор и в притвор собора. В Екатерининском приделе приводили к присяге должностных лиц Монетного двора, во время Великого поста исповедовали и причащали солдат и офицеров гарнизона Петропавловской крепости и членов их семей. В нескольких случаях здесь отпевали скончавшихся малолетних великокняжеских детей. Придел действовал как церковь до закрытия Петропавловского собора в 1919 году.

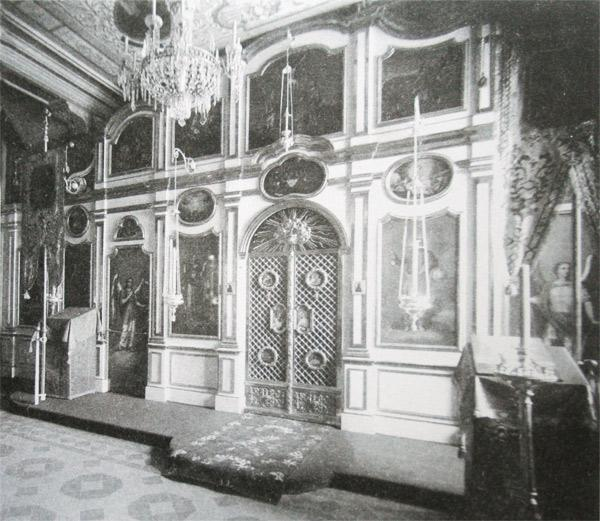
Екатерининский придел в 1890 году

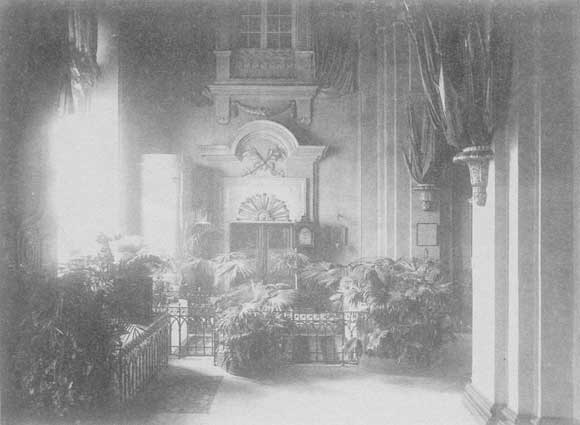
Восточный вход в придел, 1890 год

## Погребение царицы Марфы Матвеевны
Первым погребением в ещё не существующем пределе строящегося собора стало погребение царицы Марфы Матвеевны, вдовы царя Фёдора III Алексеевича. Похороны состоялись 7 января 1716 года в присутствии Петра I, царской семьи, духовенства и носили ряд нововведений. Во время церемонии перенесения тела впервые был использован помост на льду Невы. Поскольку похоронное шествие проходило вечером, то по обеим сторонам пути были поставлены факельщики, добавившие торжественности в этом траурном шествии. Абсолютно новым элементом траурного ритуала стало запрещение плакальщиц и ритуального плача, до этого являвшегося обязательным элементом в русской погребальной культуре. Захоронение Марфы Матвеевны являлось одним из первых в соборе и расположено у западной стены под колокольней в юго-западной части нынешнего Екатерининского придела. Надгробие над её могилой было убрано в 1732 году. Частично склеп закрыли фундаменты печей, отапливавших Екатерининский придел. Медную доску с эпитафией на западной стене над захоронением, установленную в 1860-е годы, отреставрировали в 1908 году. При вскрытии пола в Екатерининском приделе во время реставрации в 1993 году склеп Марфы Матвеевны был обнаружен, обследован, но не передвигался.

## Погребение останков императора Николая II, членов его семьи и слуг

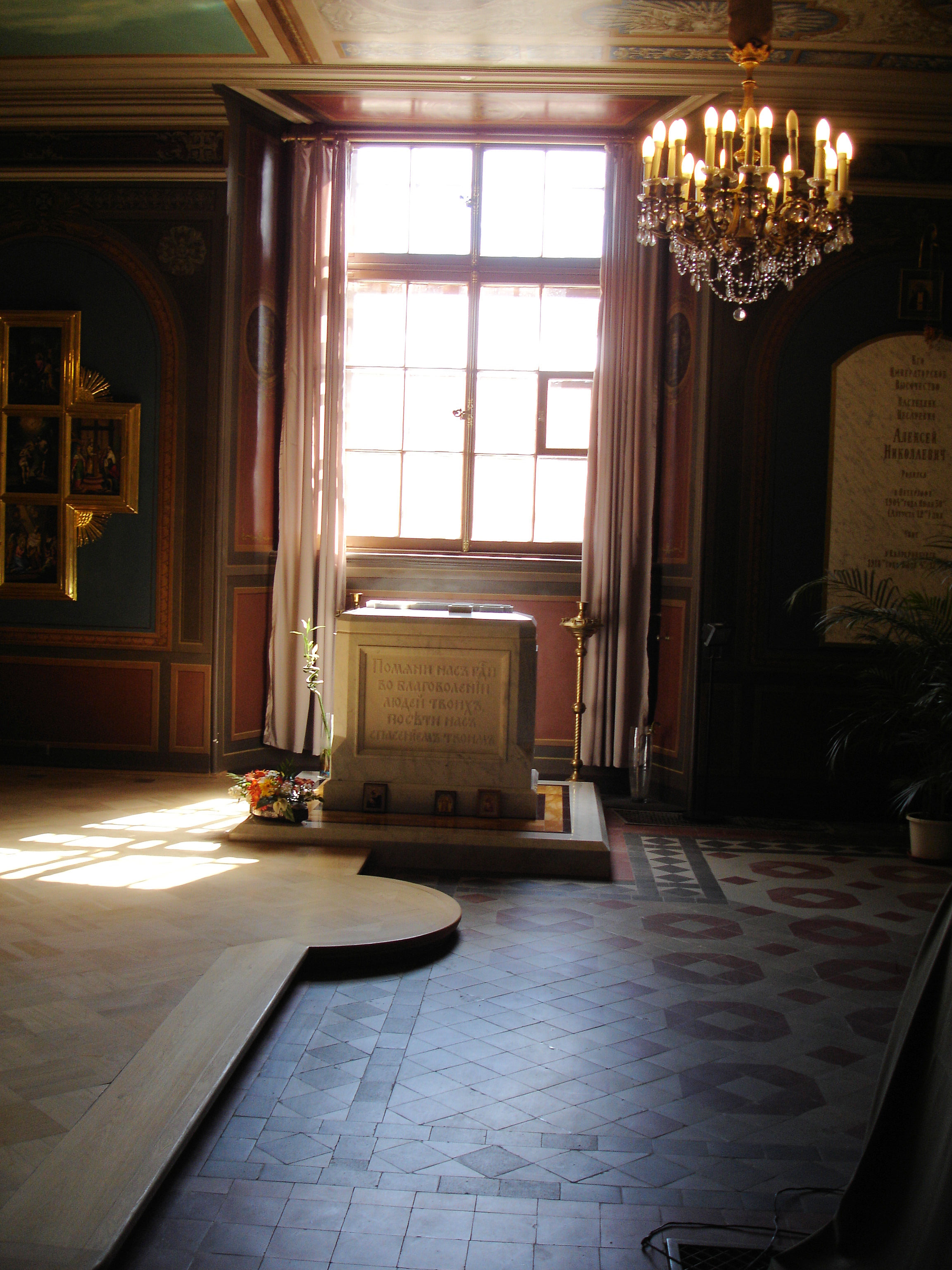
Общий вид надгробия императорской семьи и слуг

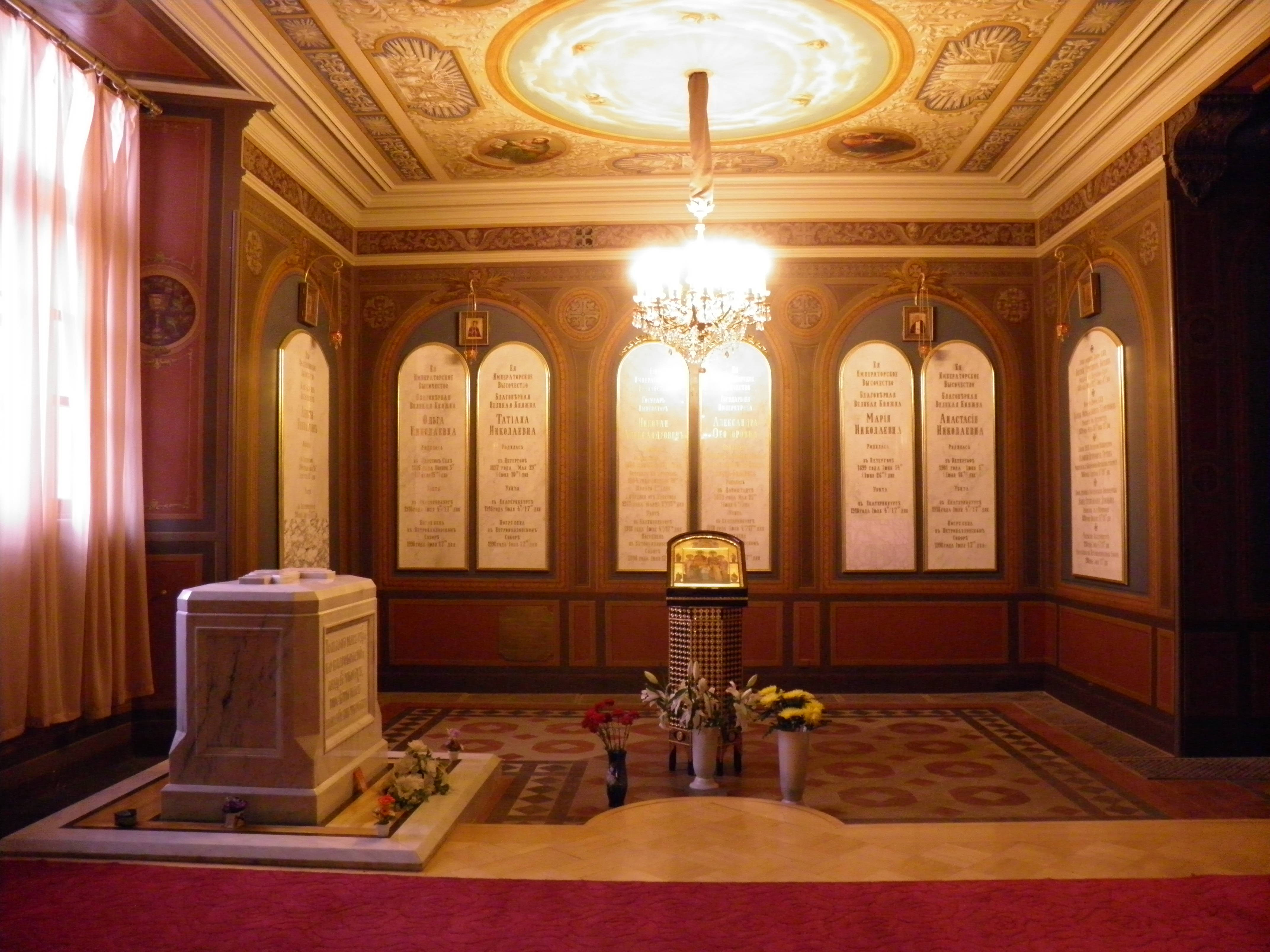
Общий вид Екатерининского придела. 2017 год.

17 июля 1998 года в Екатерининском приделе были захоронены останки, по заключению государственной комиссии принадлежащие императору Николаю II, императрице Александре Фёдоровне, великой княжне Ольге Николаевне, великой княжне Татьяне Николаевне, великой княжне Анастасии Николаевне. Вместе с ними погребены лейб-медик Е. С. Боткин, лакей А. Е. Трупп, повар И. М. Харитонов, горничная А. С. Демидова. Эти останки не были признаны РПЦ, однако признаются святыми мощами РПЦЗ.
Перед погребением была проведена полная реконструкция придела. В 1997 году специалистами из объединения «Реставратор» и предприятия «Олко» были расписаны стены и плафон придела. В южной части у единственного окна был сооружён двухъярусный склеп (глубина 1 м 66 см, длина 2 м 70 см, ширина 1 м 70 см). Перед захоронением была проведена гидроизоляция склепа, таким образом, отсутствие воды и недоступность воздуха стали идеальными условиями сохранения останков. На нижнем ярусе находятся гробы слуг, а на верхнем располагаются гробы императора, императрицы и трёх дочерей. Ажурная решётка делит склеп на две части. Гробы были выполнены из кавказского дуба, их поверхность покрыта воско-скипидарной смесью. Внутри гробы обиты медным листом, а поверх — чехлом из белого велюра на шёлковых белых шнурах. На крышке гроба императора Николая II находится кипарисовый крест (из дерева, росшего в саду Ливадийского дворца) и модель шашки образца 1909 года. У остальных членов императорской семьи крышки украшены бронзовыми, с позолотой, крестами. Гробы слуг украшены посеребрёнными крестами. Поскольку А. Е. Трупп был католиком, крест на его гробу сделан не восьмиконечным, а четырёхконечным. Боковое убранство гробов составили: латунная доска с гравировкой (на которых выбиты имена, титул, место рождения и место смерти (по юлианскому календарю) и дата погребения), а также семью двуглавыми орлами у членов императорской фамилии. Каждый гроб закручивался латунными (не окисляющимися) винтами. В крышке и в самом гробу по периметру в месте их соединения были проложены свинцовые пластины, чем достигалась полная герметичность при закрытии гроба.
Гробы были сделаны в строгом соответствии с историческими традициями похорон русских монархов. После захоронения склеп был перекрыт железобетонными плитами, сквозь кольца которых продета замкнутая на замок стальная цепь. Над могилой было установлено временное деревянное надгробие, позднее заменённое на мраморное. На стенах придела были размещены мемориальные доски с эпитафиями. Позднее также было восстановлено историческое покрытие придела — метлахская плитка.

## Эксгумация останков
В рамках возобновления уголовного дела по расследованию гибели императорской семьи, 23 сентября 2015 года в Екатерининском приделе по просьбе РПЦ были эксгумированы останки императора Николая II и императрицы Александры Федоровны. При эксгумации присутствовало около 20 человек: представители следственного комитета, Петропавловской крепости, РПЦ, правительственной комиссии. Учитывая позицию церкви, следственные органы допустили к работе специалистов-генетиков и антропологов, пользующихся уважением Святейшего Патриарха Кирилла. После снятия двух бетонных плит из склепа под молитву были подняты гробы императора Николая II и императрицы Александры Фёдоровны. В ходе процедуры были взяты образцы из черепов и позвонков. После завершения работы останки были вновь уложены в гробы, которые были запечатаны и опущены обратно в склеп.
В феврале 2016 года в рамках того же дела вновь состоялась эксгумация, но на этот раз всех останков. После взятия образцов останки были возвращены в прежние гробы, которые были опущены обратно в склеп и вновь закрыты плитами. Согласно сообщениям в СМИ, расследование должно быть завершено к лету 2017 года, после чего планируется произвести захоронение в Екатерининском приделе останков цесаревича Алексея Николаевича и великой княжны Марии Николаевны, обнаруженных в ходе археологических работ на старой коптяковской дороге летом 2007 года. На данный момент останки находятся в Новоспасском монастыре.

## Подношения в Екатерининском приделе

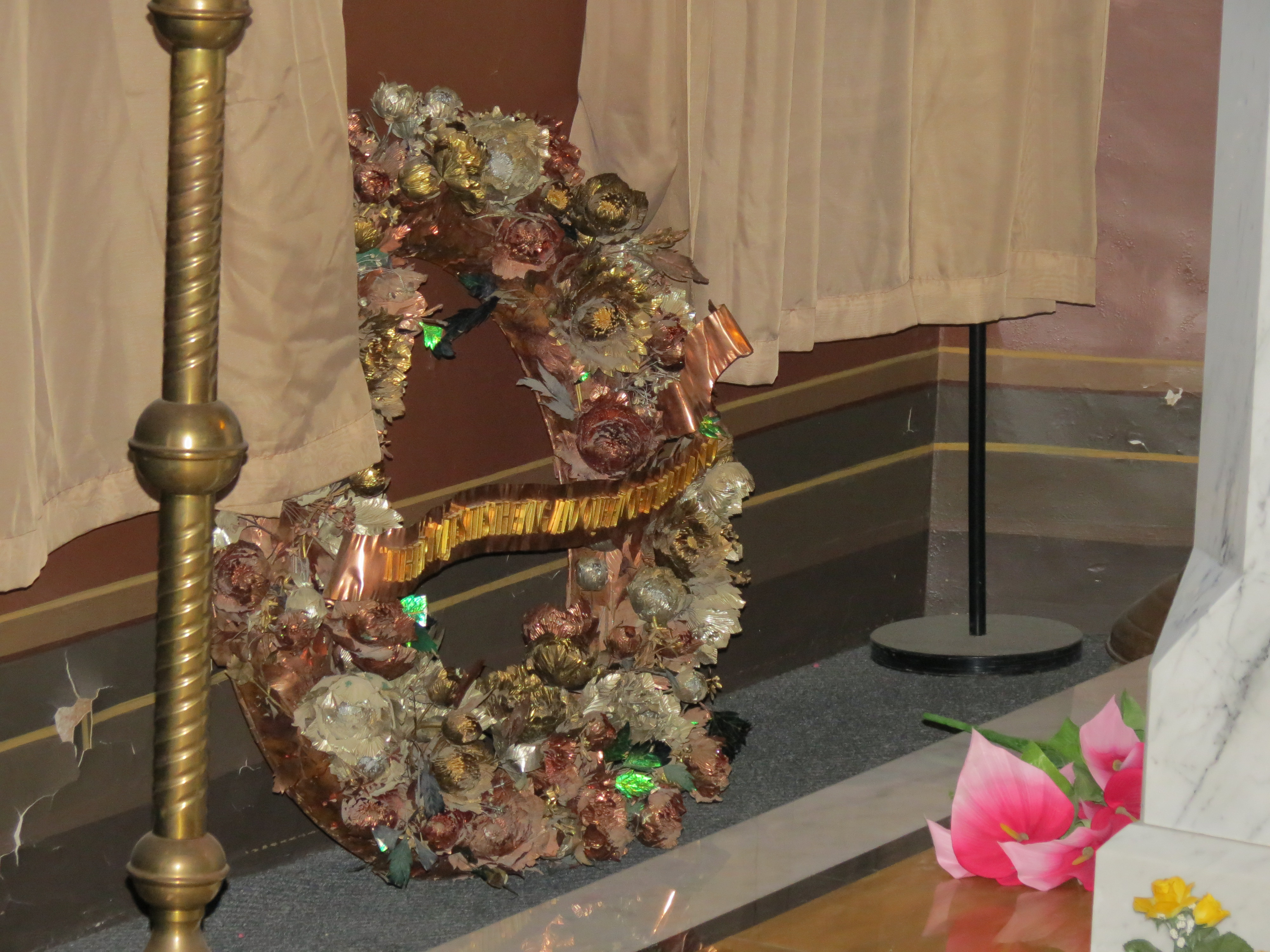
Венок королевы Сирикит

В 2005 году в приделе появилась икона Царственных страстотерпцев, выполненная монахинями Ново-Тихвинского монастыря Екатеринбурга по заказу Петра Сарандинаки. В 2007 году королева Таиланда Сирикит посетила Россию с официальным визитом по случаю 110-й годовщины установления дипломатических отношений между Россией и Таиландом. Официальным подношением стал венок, который и сегодня находится в Екатерининском приделе. На надгробии также находится шкатулка из чароита с землёй, взятой с могилы Анны Вырубовой, похороненной на православном кладбище в Хельсинки. Точная дата появления шкатулки не установлена.

## Перечень захоронений
На данный момент в Екатерининском приделе находится два склепа — царицы Марфы Матвеевны и общий склеп расстрелянных в Екатеринбурге 17 июля 1918 года.
1. Царица Марфа Матвеевна (погребена 7 января 1716 года)

1. Император Николай II Александрович (захоронение останков 17 июля 1998 года)
2. Императрица Александра Фёдоровна (захоронение останков 17 июля 1998 года)
3. Великая княжна Ольга Николаевна (захоронение останков 17 июля 1998 года)
4. Великая княжна Татьяна Николаевна (захоронение останков 17 июля 1998 года)
5. Великая княжна Анастасия Николаевна (захоронение останков 17 июля 1998 года)
6. лейб-медик Е. С. Боткин (захоронение останков 17 июля 1998 года)
7. горничная А. С. Демидова (захоронение останков 17 июля 1998 года)
8. камер-лакей А. Е. Трупп (захоронение останков 17 июля 1998 года)
9. повар И. М. Харитонов (захоронение останков 17 июля 1998 года)